# 巴达维亚海豹属
巴达维亚海豹属（学名：Batavipusa）是海豹科下的一个属。

## 下属物种
本属包括以下物种：
- 尼德兰巴达维亚海豹 Batavipusa neerlandica Koretsky & Peters, 2008